# (21306) Marani
(21306) Marani (1996 XF2) – planetoida z pasa głównego asteroid okrążająca Słońce w ciągu 4,64 lat w średniej odległości 2,78 j.a. Odkryta 1 grudnia 1996 roku.